# Guerra civile alessandrina
(Cesare, De Bello Civili, III, 112)
La guerra civile alessandrina, o semplicemente guerra alessandrina (in greco antico: Ἀλεξανδρῖνος πόλεμος?, Alexandrȋnos pólemos; in latino bellum Alexandrinum), fu un conflitto armato combattuto all'interno del regno tolemaico d'Egitto tra i fratelli rivali Tolomeo XIII, Cleopatra e Arsinoe IV nel I secolo a.C., dal 48 al 47 a.C. La guerra diventò subito interesse della repubblica romana (al tempo della guerra civile tra Cesare e Pompeo) quando Tolomeo fece assassinare il fuggitivo Gneo Pompeo Magno; il rivale di questi, Giulio Cesare, accorse in Egitto e risolse la guerra a favore di Cleopatra, che diventò sua amante.

## Antefatti

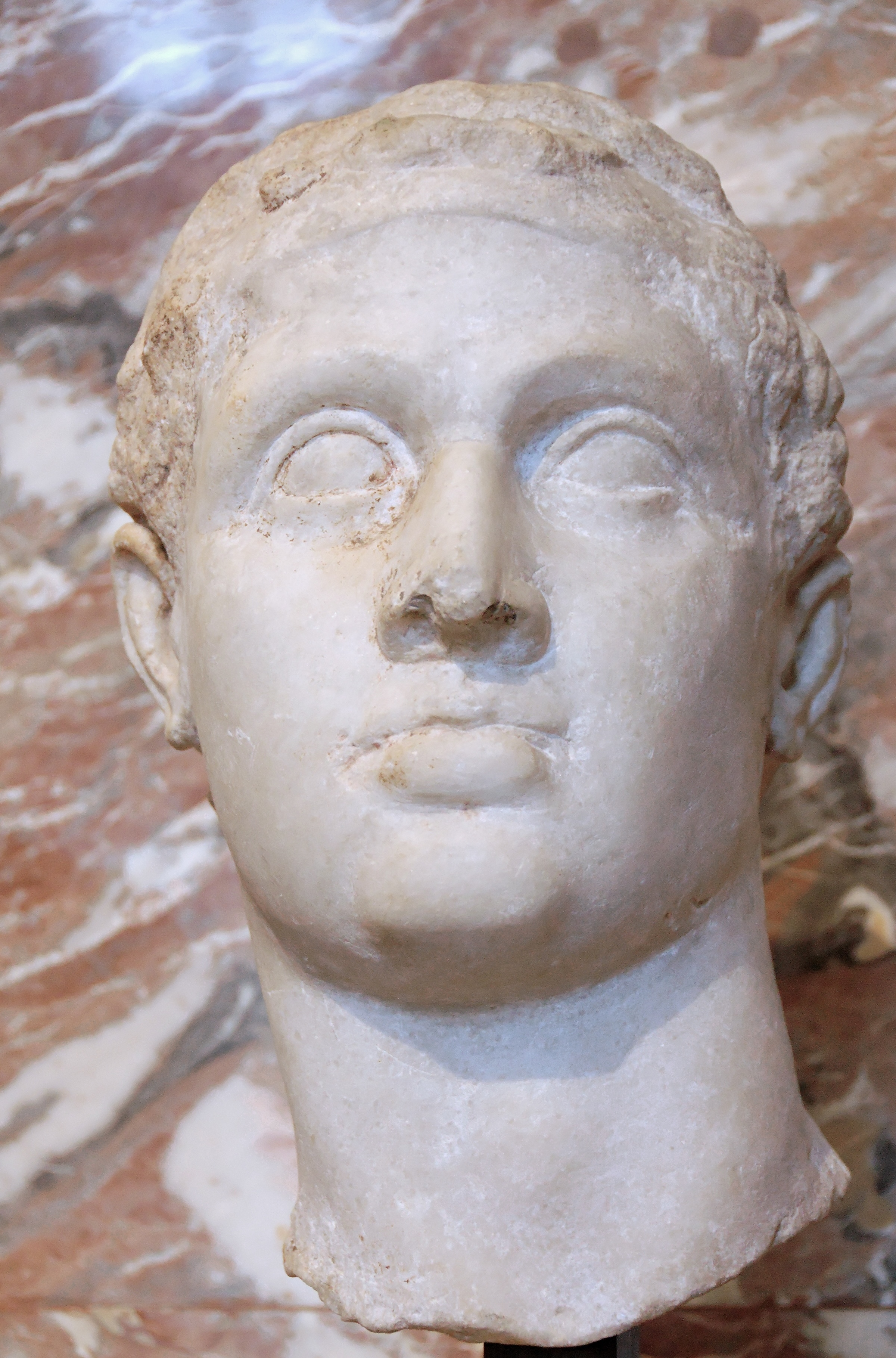
Busto di Tolomeo XII Aulete (Museo del Louvre, Parigi)

Nel 51 a.C. il re d'Egitto Tolomeo XII morì, lasciando il regno alla co-reggenza tra la figlia maggiore, Cleopatra, e il figlio Tolomeo XIII. In un primo momento Cleopatra cercò di ottenere tutto il potere, ma nel 49 a.C. fu costretta a fuggire dalla capitale Alessandria per rifugiarsi prima in Tebaide e nella primavera del 48 a.C., insieme alla sorella minore Arsinoe IV, in Siria meridionale, dove preparò un esercito per riconquistare il trono. Intanto Tolomeo aveva preparato un esercito a Pelusio, sul confine orientale dell'Egitto, per respingere eventuali offensive dall'Asia.

## Guerra

### Uccisione di Pompeo e arrivo di Cesare (settembre-novembre 48 a.C.)
L'instabilità egizia fu scossa dall'arrivo del generale romano Gneo Pompeo Magno, che stava combattendo una guerra civile contro Gaio Giulio Cesare, ed era stato sconfitto da questi nella battaglia di Farsalo (9 agosto); Pompeo cercò quindi aiuto presso il giovane Tolomeo XIII, approdando a Pelusio nel mese di settembre. I reggenti di Tolomeo (l'eunuco Potino, il retore Teodoto di Chio e il generale Achilla) decisero, però, di far uccidere Pompeo: così, infatti speravano di ingraziarsi il favore di Cesare e cercarono di mantenere il controllo sui Gabiniani, che avrebbero potuto appoggiare Pompeo e lasciare l'esercito di Tolomeo. La missione fu svolta dallo stesso Achilla e da due uomini dei Gabiniani, il tribuno militare Lucio Settimio e il centurione Salvio; il 28 settembre Pompeo fu assassinato e l'ex-console Lucio Cornelio Lentulo Crure, un pompeiano, venne preso prigioniero e morì poco dopo.

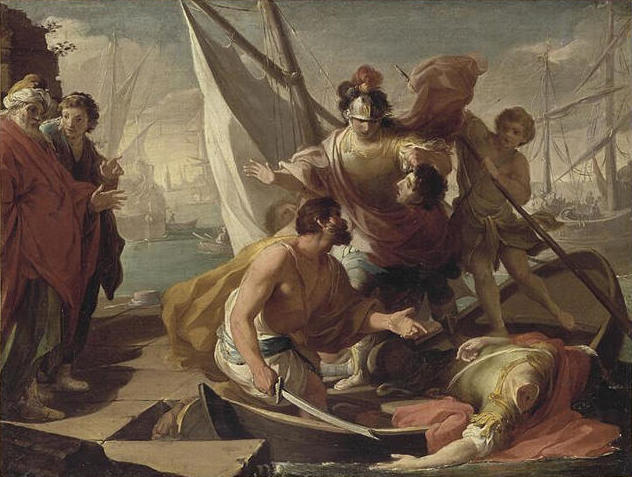
"La morte di Pompeo", anonimo, 2ª metà del XVIII secolo (Musée Magnin, Digione)

Cesare arrivò dopo tre giorni ad Alessandria, inseguendo Pompeo, ma venne accolto da tumulti popolari, poiché si comportò come un console in visita in una città assoggettata e pretese i soldi che Tolomeo XII gli aveva promesso durante il suo esilio a Roma. Apprese allora la notizia di Pompeo, tradendo però le speranze dei reggenti egizi e mostrandosi infatti contrario all'assassinio di un suo concittadino. Cesare decise però di restare ad Alessandria per sistemare la situazione: convocò Cleopatra e Tolomeo in udienza, proclamandosi come custode del testamento di loro padre in qualità di console.
Tolomeo XIII e Cleopatra, quindi, arrivarono ad Alessandria e il 7 ottobre Cesare li nominò nuovamente co-reggenti; in più, per cercare di riappacificare gli animi degli egizi, il console decise di donare l'isola di Cipro, conquistata dai romani nel 58 a.C., ai fratelli minori dei due, Arsinoe IV e Tolomeo minore. Nel frattempo, però, il reggente Potino aveva mandato ordine al generale Achilla affinché spostasse i soldati da Pelusio ad Alessandria, per sconfiggere Cleopatra e i romani e proclamare Tolomeo unico sovrano. Tra la fine di ottobre e l'inizio di novembre Cesare, saputo dell'avanzata di Achilla, fece mandare da Tolomeo due ambasciatori, Dioscoride e Serapione, per fermare il generale egizio: tuttavia questi ordinò di uccidere i due inviati reali (Dioscoride fu solamente ferito e riuscì a scappare) e Cesare decise quindi di trattenere il re nel palazzo.

### Assedio di Alessandria e lotta per il controllo del mare (novembre 48-febbraio 47 a.C.)

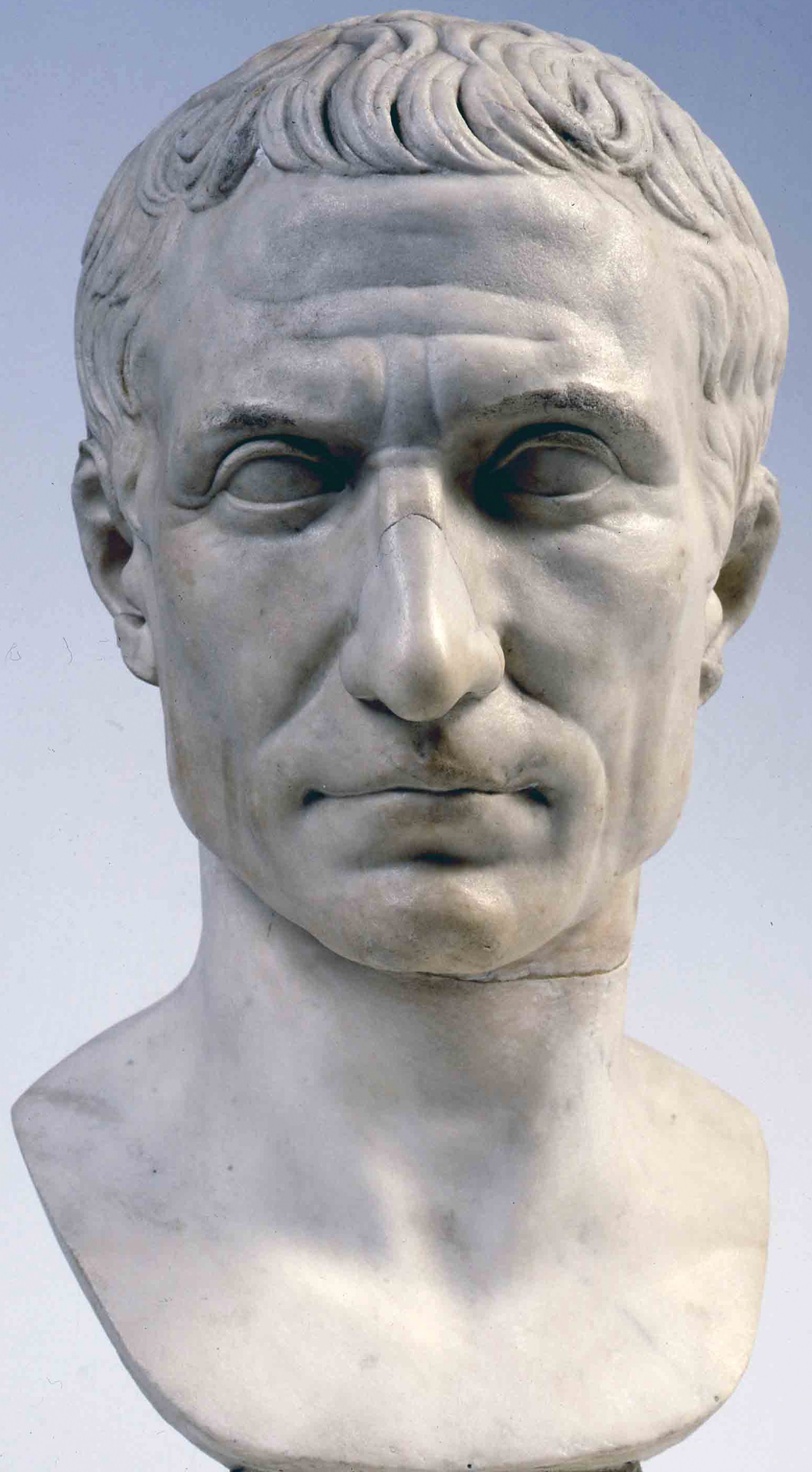
Busto di Gaio Giulio Cesare (Musei Vaticani)

Achilla, giunto con il suo esercito ad Alessandria, conquistò subito la maggior parte della città e Cesare si asserragliò nel palazzo reale, facendo così iniziare il 9 novembre l'assedio di Alessandria; inoltre i romani decisero di dar fuoco alle navi egizie nel porto, per evitare che queste bloccassero l'arrivo di rinforzi via mare: l'incendio che ne conseguì bruciò anche parte della città e arse anche la Biblioteca. Sempre per facilitare l'arrivo di uomini e vettovaglie dal mare, Cesare spedì una guarnigione sull'isola di Faro (sede del famoso faro di Alessandria) e la conquistò, acquisendo così il controllo del porto. Intanto il reggente Potino, anche lui rinchiuso nel palazzo, mandava lettere ad Achilla e Cesare, avendo scoperto ciò e avendo paura che potesse far fuggire il giovane re, lo fece imprigionare ed uccidere. Nel frattempo la sorella minore di Cleopatra, Arsinoe, riuscì a fuggire dal palazzo con l'aiuto dell'eunuco Ganimede e si unì alle forze assedianti egizie, proclamandosi regina a metà novembre: tuttavia, entrata in disaccordo con Achilla, lo fece uccidere e affidò il comando delle truppe allo stesso Ganimede.
Assunto il comando, Ganimede decise di tagliare le risorse agli assediati, tagliando le condotte idriche della città o immettendoci acqua salata dal mare. Le truppe romane minacciarono la ritirata ma Cesare riuscì a far scavare nuovi pozzi, facendo così in modo da avere acqua potabile. In quegli stessi giorni, la XXXVII Legione era arrivata al largo di Alessandria in aiuto di Cesare, ma non potendo entrare nel porto a causa di venti contrari, aveva bisogno di approvvigionamenti per i soldati; Cesare stesso, quindi, si recò con pochi uomini presso la flotta e mandò dei rematori a cercare acqua sulla costa. Questi vennero però catturati dagli egizi, i quali, saputo della presenza di Cesare sulla navi, decisero di attaccarli: imbarcarono subito quanti più uomini possibili e salparono. Le due flotte si scontrarono e, nonostante la superiorità numerica degli egizi, Cesare riuscì a vincere la battaglia anche grazie alle navi rodie dell'ammiraglio Eufranore. Gli egizi, seppur abbattuti dalla sconfitte, costruirono velocemente delle nuove navi e cercarono un nuovo scontro: la flotta romana, con le navi rodie e quelle inviate dalle provincie orientali, vinse nuovamente contro la flotta egizia. Subito dopo quella vittoria, Cesare sbarcò sull'isola di Faro e la conquistò interamente; tuttavia, inseguendo gli egizi, i romani vennero duramente sconfitti nella battaglia dell'Eptastadio e Cesare rischiò di morire, dovendo gettarsi in mare e tornare in città a nuoto.
Gli egizi, però, stanchi del governo tirannico di Ganimede e Arsinoe, promisero ai Romani di consegnarli come prigionieri in cambio di Tolomeo: Cesare consentì e liberò il giovane re, sperando che questo appacificasse gli animi dei suoi sudditi. Gli egizi, però, continuarono lo scontro: Cesare scoprì di movimenti navali presso Canopo e, messo a capo della sua flotta Tiberio Claudio Nerone, la mandò a scontrarsi con gli egizi; i due schieramenti, quindi, combatterono all'inizio di febbraio nella battaglia navale di Canopo, durante quale l'ammiraglio rodio Eufranore perse la vita.

### Scontri con Mitridate e Antipatro e battaglia del Nilo (febbraio-marzo 47 a.C.)

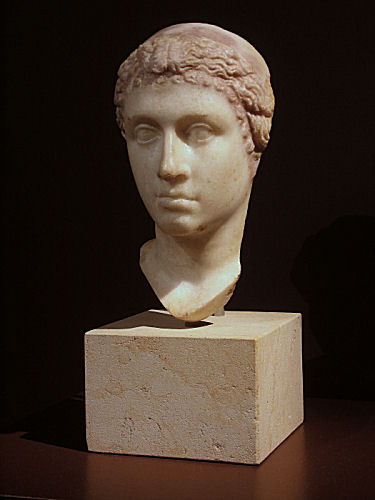
Busto di Cleopatra (Altes Museum, Berlino)

Nel frattempo arrivarono in Egitto le forze che Cesare aveva chiamato in aiuto dall'Oriente: i pergameni guidati da Mitridate e i giudei di Erode Antipatro. Questo esercito guadagnò subito una vittoria nella battaglia di Pelusio all'inizio di marzo, sconfiggendo la guarnigione che era stata lasciata nella città da Achilla. Tolomeo, quindi, fece muovere parte del suo esercito, con a capo Dioscoride, contro i nuovi nemici: le due forze si scontrarono nella battaglia di Campo degli Ebrei, una località vicino a Eliopoli, e gli eserciti di Mitridate e Antipatro vinsero nuovamente. Tolomeo decise infine di affrontare in una battaglia campale i soldati orientali, abbandonando l'assedio di Alessandria; Cesare, venuto a conoscenza degli avvenimenti, fece uscire il proprio esercito dalla capitale, per riunirsi con i suoi alleati.
Prima che gli eserciti provenienti da Alessandria e quelli dall'Oriente si potessero incontrare, però, Tolomeo decise di attaccare i romani di Cesare, mentre cercavano di guadare un fiume: la cavalleria di Cesare riuscì a sbaragliare le forze inviate dal re egizio il 26 marzo. I romani decisero però di confrontarsi subito con gli egizi, senza aspettare l'arrivo di Mitridate e Antipatro, e il giorno seguente, comandati dallo stesso Cesare e da Decimo Carfuleno, si lanciarono con tutte le proprie forze verso il vicino accampamento del re iniziando la battaglia del Nilo: gli egizi furono colti di sorpresa e fuggirono rovinosamente; lo stesso Tolomeo annegò in un ramo del Nilo mentre cercava di fuggire dal massacro. Cesare tornò quindi ad Alessandria e vi entrò vincitore, accettando la resa di tutti i soldati egizi sconfitti.

## Conseguenze
Morto Tolomeo XIII, Cesare nominò come sovrani d'Egitto Cleopatra e Tolomeo XIV, figlio minore di Tolomeo XII, che regnarono in co-reggenza. L'altra sorella, Arsinoe, venne fatta prigioniera ed esposta nel trionfo di Cesare nel 46 a.C. Il generale romano partì quindi per l'Asia, dove avrebbe condotto una campagna nel Ponto contro Farnace II, lasciando in Egitto, a salvaguardia della pace, tre legioni sotto il comando di Rufione; inoltre, dalla relazione amorosa che Cesare e Cleopatra ebbero in questo periodo, nacque Tolomeo Cesare.

### Esplicative
1. ↑  Pompeo sperava di contare sull'aiuto di Tolomeo in vista del rapporto che aveva avuto con Tolomeo XII, il quale gli aveva anche affidato il proprio testamento (Cesare, De Bello Civili, III, 103).
2. ↑  Cassio Dione narra come Cesare si dispiacque alla vista della testa mozzata di Pompeo, chiamandolo concittadino e genero. Tuttavia, se da un lato ricevette apprezzamenti, fu anche criticato per la sua ipocrisia, poiché il suo unico scopo era appunto la rovina di Pompeo (Cassio Dione, XLII, 8).
3. ↑  Tolomeo XII, infatti, aveva affidato la custodia sulla co-reggenza tra i propri figli al popolo romano (Cesare, De Bello Civili, III, 108).

### Riferimenti
1. ↑  Cassio Dione, XLII, 35.4; Strabone, XIII, 1.11; Hölbl 2001, p. 230.
2. ↑  Strabone, XVII, 1.11; Mayer Burstein 2007, pp. 16-17.
3. ↑  Cesare, De Bello Civili, III, 103; Mayer Burstein 2007, p. 17.
4. ↑  Cassio Dione, XLII, 3.1-2; Cesare, De Bello Civili, III, 103; Canfora 2006, p. 328.
5. ↑  Cassio Dione, XLII, 3; Cesare, De Bello Civili, III, 104.
6. ↑  Cassio Dione, XLII, 3-4; Cesare, De Bello Civili, III, 104; Canfora 2006, p. 328.
7. ↑  Cassio Dione, XLII, 7; 34; Cesare, De Bello Civili, III, 106; Canfora 2006, p. 328.
8. ↑  Cassio Dione, XLII, 9; Cesare, De Bello Civili, III, 107-108; Canfora 2006, p. 328.
9. ↑  Cassio Dione, XLII, 34-35; Canfora 2006, p. 167.
10. ↑  Cassio Dione, XLII, 36; Cesare, De Bello Civili, III, 108.
11. ↑  Cassio Dione, XLII, 37; Cesare, De Bello Civili, III, 109; Canfora 2006, p. 328; Ussher, Pierce 2003, p. 646.
12. ↑  Cassio Dione, XLII, 38.1; Cesare, De Bello Civili, III, 111; Canfora 2006, p. 329.
13. ↑  Cassio Dione, XLII, 38.2; Cesare, De Bello Civili, III, 111; Canfora 2006, p. 329.
14. ↑  Cesare, De Bello Civili, III, 111-112.
15. ↑  Cassio Dione, XLII, 39.2; Cesare, De Bello Civili, III, 112; Canfora 2006, p. 329.
16. ↑  Cassio Dione, XLII, 39.1; 40.1; Cesare, De Bello Civili, III, 112; De Bello Alexandrino, 4; Canfora 2006, p. 329.
17. ↑  De Bello Alexandrino, 5-9.
18. ↑  De Bello Alexandrino, 9-10; Canfora 2006, p. 329.
19. ↑  De Bello Alexandrino, 10-11; Canfora 2006, p. 329.
20. ↑  Cassio Dione, XLII, 40.2; De Bello Alexandrino, 12-16; Canfora 2006, p. 329.
21. ↑  Cassio Dione, XLII, 40.3-6; De Bello Alexandrino, 16-21; Canfora 2006, p. 329.
22. ↑  Cassio Dione, XLII, 42; De Bello Alexandrino, 23-24; Canfora 2006, p. 329.
23. ↑  Cassio Dione, XLII, 40.6; De Bello Alexandrino, 25; Canfora 2006, p. 330.
24. ↑  Cassio Dione, XLII, 41; De Bello Alexandrino, 26.
25. ↑  Cassio Dione, XLII, 41; Flavio Giuseppe, Ant. iud., XIV, 130; De Bello Alexandrino, 26; Canfora 2006, p. 330.
26. ↑  Cassio Dione, XLII, 41.3; Flavio Giuseppe, Ant. iud., XIV, 131-132; Flavio Giuseppe, Bell. iud., I, 191-192; De Bello Alexandrino, 27; Canfora 2006, p. 330; Ussher, Pierce 2003, p. 651.
27. ↑  Cassio Dione, XLII, 43.1; De Bello Alexandrino, 28; Canfora 2006, p. 330.
28. ↑  De Bello Alexandrino, 28-29.
29. ↑  Cassio Dione, XLII, 43.3; De Bello Alexandrino, 30-32; Canfora 2006, p. 330.
30. ↑  Cassio Dione, XLII, 44.1-2; De Bello Alexandrino, 33; Canfora 2006, p. 170.
31. ↑  Cassio Dione, XLIII, 19.2-3; De Bello Alexandrino, 33; Canfora 2006, p. 170.
32. ↑  Cassio Dione, XLII, 44-45; De Bello Alexandrino, 33; Svetonio, Cesare, LXXVI, 3; Canfora 2006, p. 330.
33. ↑  Canfora 2006, p. 170.